# Aloe pictifolia
Aloe pictifolia är en grästrädsväxtart som beskrevs av David Spencer Hardy. Aloe pictifolia ingår i släktet Aloe och familjen grästrädsväxter. Inga underarter finns listade i Catalogue of Life.